# Skórnikówka białobrązowa

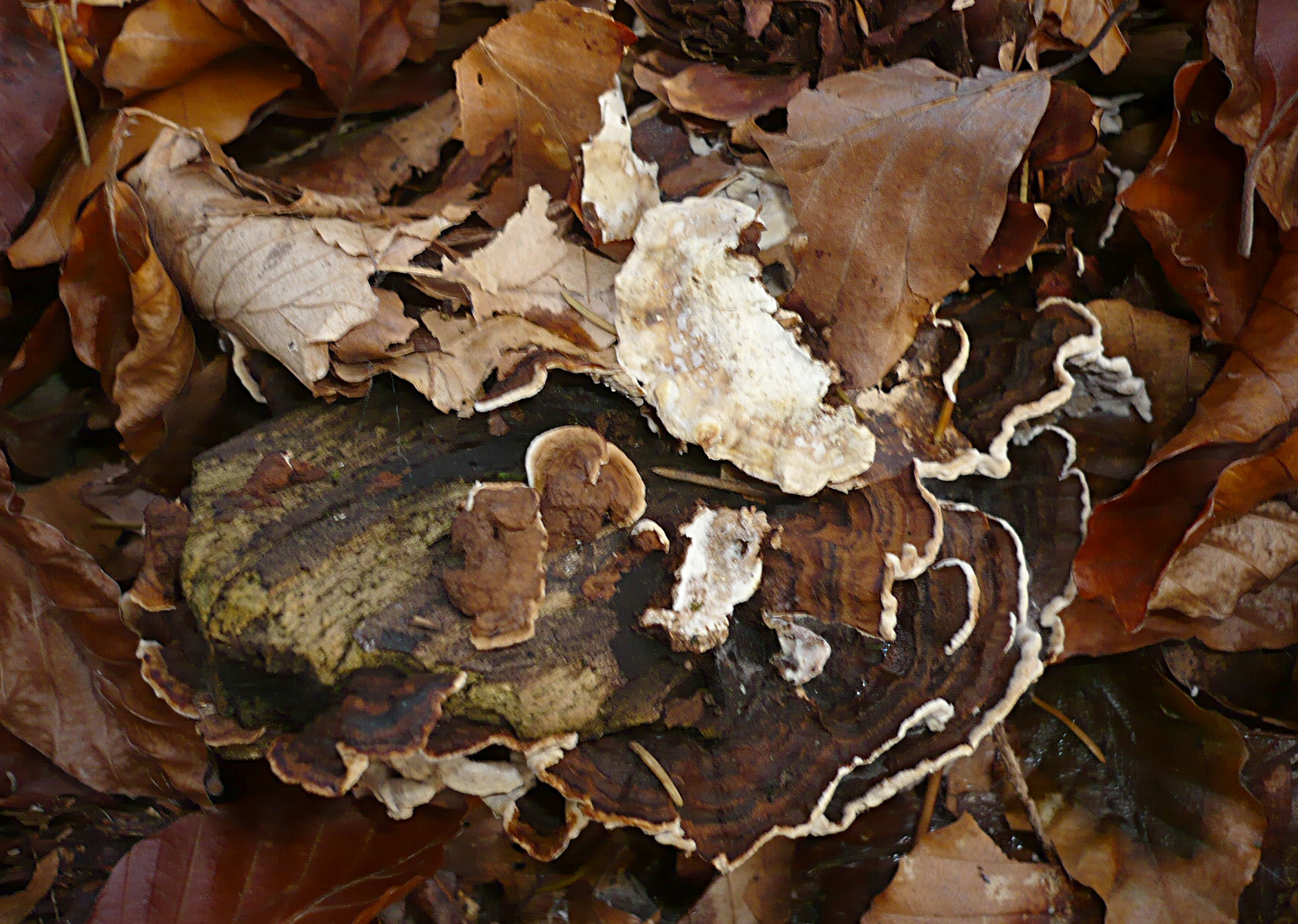

Skórnikówka białobrązowa (Laxitextum bicolor (Pers.) Lentz) – gatunek grzybów z rodziny soplówkowatych (Hericiaceae).

## Systematyka i nazewnictwo
Pozycja w klasyfikacji według Index Fungorum: Laxitextum, Hericiaceae, Russulales, Incertae sedis, Agaricomycetes, Agaricomycotina, Basidiomycota, Fungi.
Po raz pierwszy takson ten opisał w 1801 r. Christiaan Hendrik Persoon nadając mu nazwę Thelephora bicolor. Obecną, uznaną przez Index Fungorum nazwę nadał mu w 1955 r. Paul Lewis Lentz.
Ma 10 synonimów. Niektóre z nich:
- Lloydella fusca (Schrad. ex J.F. Gmel.) Bres. 1915
- Stereum laxum Lloyd 1915[2].

Franciszek Błoński w 1889 r. nadał mu polską nazwę nazwę skórnik dwubarwny, Władysław Wojewoda w 1999 r. zmienił ją na skórnikówkę białobrązową.

## Morfologia
Owocnik
Jednoroczny, raczej miękki, filcowy. Powierzchnia górna ciemnoczerwono-brązowa do żółtobrązowej z białawym brzegiem. Powierzchnia dolna (hymenialna) biaława do jasnoszarej, gładka. Miąższ o strukturze podwójnej z grubą, górną, ciemnobrązową strefą filcową i zwartą, dolną jaśniejszą warstwą.
Cechy mikroskopowe
Zarodniki długie, cylindryczne z oleistymi gutulami, amyloidalne, pokryte brodawkami. Mają wymiary 4–6 × 2,5–3,5 m.
Gatunki podobne
Jest wiele podobnych grzybów nadrzewnych, np. niektóre gatunki skórników (Stereum). Odróżniają się twardszym miąższem o jednolitej strukturze i brakiem brodawek na zarodnikach. Podobny jest także skórnikowiec szarobrązowy (Porostereum spadiceum), ale ma większe, gładkie zarodniki i jest nieco bardziej szaro-brązowy. Skórecznica ciemnobrązowa (Laurilia sulcata) ma kolczaste zarodniki, ale tworzy wieloletnie owocniki na świerku.

## Występowanie i siedlisko
Występuje na wszystkich kontynentach poza Antarktydą, a także na niektórych wyspach. W Europie jest szeroko rozprzestrzeniony i podano wiele jego stanowisk. W Polsce W. Wojewoda w 2003 r. przytacza 10 jego stanowisk. Liczniejsze i bardziej aktualne stanowiska podaje także internetowy atlas grzybów. Znajduje się w nim na liście gatunków zagrożonych, wartych objęcia ochroną.
Nadrzewny grzyb saprotroficzny. Występuje w lasach liściastych na martwym drewnie, na pniach i gałęziach, zwłaszcza grabu, buka i dębu.